# Peter de Heyno

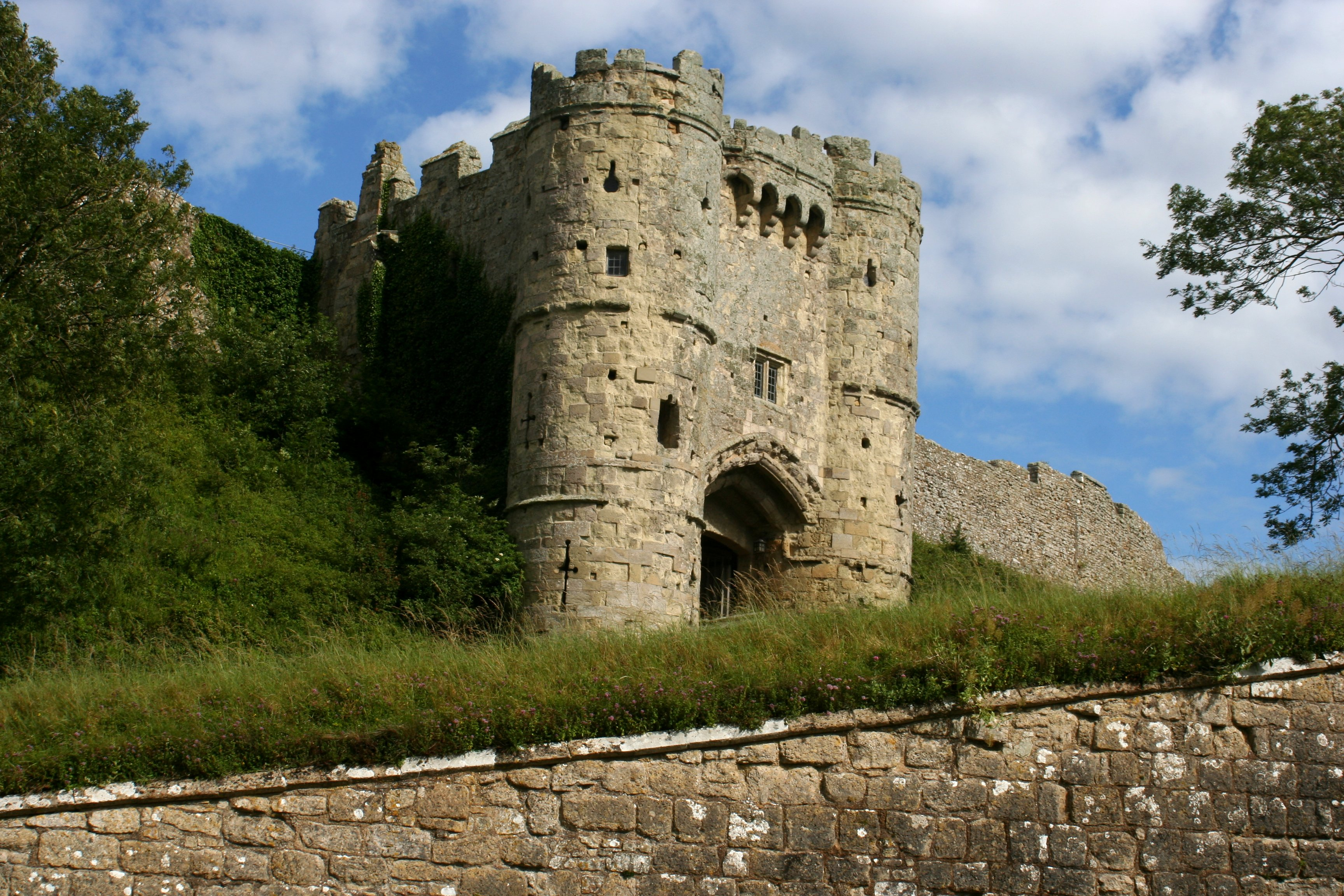
Carisbrooke Castle, Isle of Wight

Peter de Heyno war der Lehnsherr von Stenbury, Isle of Wight, und diente unter König Edward III.
Im Jahre 1377 überfiel eine feindliche Armee von Franzosen und Kastilianern die Isle of Wight und zerstörte dort die beiden Orte Yarmouth und Newtown. Sie belagerte anschließend Carisbrooke Castle. Während dieser Belagerung tötete Peter de Heyno ihren Anführer durch einen Pfeil, abgefeuert durch seinen „Silbernen Bogen“. Er traf dabei durch eine Schießscharte (englisch: loop) in der Festung, nun auch „De Heyno’s Loop“ genannt. Anschließend besiegten die Verteidiger die französische Armee durch einen Ausfall, der von Sir Hugh Tyrell angeführt wurde. Die Angreifer zogen sich dann nach einer Zahlung zurück.